# Debattierclub
Ein Debattierclub oder Debattierklub ist ein Verein, dessen Mitglieder sich regelmäßig versammeln, um Debatten in Form eines sportlichen Wettkampfs abzuhalten (Debating). Die Regeln der Debatte werden vom jeweiligen Format bestimmt, wobei im studentischen Debattieren in Deutschland British Parliamentary Style (BPS) und Offene Parlamentarische Debatte (OPD) am gebräuchlichsten sind. Die Teilnehmer gruppieren sich in der vom Format festgelegten Weise in Teams und eine Jury, wählen ein Thema, losen den Teams die zu vertretenden Positionen (Pro und Contra) zu und beginnen die Debatte in der Regel nach 15 Minuten Vorbereitungszeit. Die übliche Redezeit pro Redner beträgt sieben Minuten. Debattierer verbessern durch diese Freizeitbeschäftigung ihre rhetorischen Fähigkeiten ebenso wie ihre Analyse- und Argumentationsfähigkeit. Oftmals nehmen die Debattenthemen Elemente des aktuellen politischen Geschehens, des kulturellen Lebens und der gesellschaftlichen Ereignisse zum Anlass. Dadurch bieten die Debatten Potential zur politischen Bildung.

## Deutschland, Österreich und Schweiz
In Deutschland gibt es mit steigender Tendenz über 70 universitäre Debattierclubs, die im Verband der Debattierclubs an Hochschulen, dem Dachverband für den deutschsprachigen Raum, organisiert sind.
In Österreich gibt es bislang neun Debattierclubs, wobei allerdings die Gruppen je nach Engagement aktiv sind (Stand: August 2022). Die österreichischen Debattierclubs sind der Debattierklub Wien (aktiv), der Debattierklub Graz (aktiv), die Debattierclubs des Akademischen Forums für Außenpolitik in Wien (aktiv), Salzburg (nur online), Linz (nur online) Eisenstadt (nur online), und Innsbruck (aktiv), der Uni Graz Debate Club (inaktiv) sowie der 1. Klagenfurter Debattierclub (inaktiv).
In der Schweiz gibt es momentan vier aktive Debattierclubs in Bern, Genf, St. Gallen und Zürich.

## Angelsächsischer Raum
Eine weitaus längere Tradition als in den deutschsprachigen Ländern hat das Debattieren als Sport im Schul- und Hochschulwesen des angelsächsischen Raums, wo es bereits vor Jahrhunderten entwickelt wurde. England ist das Mutterland des Debattierens, die 1755 in London gegründete Cogers Society gilt als ältester Debattierclub der Welt. Die ältesten studentischen Debattierclubs sind die Cambridge Union Society (1814) und die Oxford Union (1823). Auch in den Vereinigten Staaten blicken zahlreiche Clubs auf eine lange Tradition zurück. Bereits seit dem frühen 20. Jahrhundert stellen viele Highschools und Colleges in diesen Ländern debate teams auf, die im Rahmen lokaler, nationaler und internationaler Wettkämpfe gegen die Teams anderer Schulen antreten. Seine Blütezeit hatte das competitive debating in den USA in den 1920er und 1930er Jahren, gepflegt wird es jedoch bis in die Gegenwart.
Neben dem auf internationalen Turnieren gebräuchlichen British Parliamentary Style (BPS) und der in Deutschland entwickelten Offenen Parlamentarischen Debatte (OPD) sowie dem Wartburg-Format existieren zahlreiche weitere Formate, wie etwa das der American Parliamentary Debate Association oder das der Canadian University Society for Intercollegiate Debate.

## Filme
Dokumentarfilm:
- Spew: The World of Competitive Debate (USA 2005, Regie: Steven Kung; kurzer Dokumentarfilm)

Spielfilme:
- Listen to Me (USA 1989; Regie: Douglas Day Stewart)
- Debating Robert Lee (USA 2004; Regie: Dan Polier)
- Thanks to Gravity (USA 2006; Regie: Jessica Kavana)
- Rocket Science (USA 2007; Regie: Jeffrey Blitz)
- The Great Debaters (USA 2007; Regie: Denzel Washington)
- Contra (Deutschland 2020, Regie: Sönke Wortmann)